# Aplosonyx smaragdipennis
Aplosonyx smaragdipennis is een keversoort uit de familie bladkevers (Chrysomelidae). De wetenschappelijke naam van de soort werd in 1838 gepubliceerd door Louis Alexandre Auguste Chevrolat.